# Čini in oznake Nata
Čini in oznake Nata je naziv za celotne vojaške oznake, ki jih uporabljajo države članice zveze NATO.
NATO vzdržuje standardno merilo čina, ki je namenjeno usklajevanju činov vseh oboroženih sil držav članic med seboj. Obstajata dve merili, ki pa nista v splošni uporabi v vseh državah članicah in nekatere države imajo več kot en čin glede na skupno činovno ureditev. Prva meritev je namenjena za častnike (Officers), ki nosijo oznako OF: njihovo merilo se nadalje deli med OF1 in OF10. Druga meritev je namenjena za ostale čine (Other ranks), ki nosijo oznako OR; njihovo merilo se nadalje deli med OR1 in OR9.

## Čini in oznake

### Kopenska vojska
- Čini in oznake častnikov kopenskih vojska Nata
- Čini in oznake drugih činov kopenskih vojska Nata

### Vojno letalstvo
- Čini in oznake častnikov vojnih letalstev Nata
- Čini in oznake drugih činov vojnih letalstev Nata

### Vojna mornarica
- Čini in oznake častnikov vojnih mornaric Nata
- Čini in oznake drugih činov vojnih mornaric Nata